# Ronneby Tidning
Ronneby Tidning  var en frisinnad tidning som gavs ut i Karlshamn från den 27 maj 1876 till den  16 juli 1881 och sedan i Karlskrona från 20 juli 1881 till 1937.

## Tryckning, format och utgivningsfrekvens
Tryckningen skedde inledningsvis i Karlshamn hos Nya Tryckeribolaget 1876 till den 16 juli 1881, och sedan i Karlskrona hos Länsboktryckeriet från 20 juli 1881.Tidningen tycktes med fraktur och antikva i Karlshamn, i Karlskrona med enbart antikva. Två gånger i veckan på onsdagar och lördagar kom tidningen ut., Formatet var folio med 4 spalter 40x 44 cm från 1880,  omväxlande med 5 spalter. (50 x 36 cm) samt från 1894 även med 6 spalter. Priset för tidningen var 3 kr 1876, som  mest 5 kr 1877 till 1883 men sjönk sedan till 2  kr 1896 till 1900. Uppgifterna om tidningen i Sveriges periodiska litteratur del tre av Bernhard Lundstedt upphör 1900 så det finns en lucka i informationen 1900-1912. 1912 blir tidningen blir edition till Blekinge Läns tidning. Göte Bjurman som köpte tidningen 1881 var dock även utgivare av Blekinge Läns tidning så anknytningen till Blekinge Läns tidning har nog blivit redan 1881. Länsboktryckeriet i Karlskrona tryckte även Blekinge Läns Tidning 1900 till 1911.

## Redaktion för tidningen som självständig tidning
Utgivningsbevis för  Ronneby Tidning utfärdades för folkskolläraren Hans Österling den 5 november 1876 i Karlshamn, och sedan för boktryckaren Göte Fredrik Bjurman 11 juli 1881  i Karlskrona, dit han överflyttade tidningen, som han då hade inköpt. Tidningen redigerades av Hans Österling 1876—78, E. B. Lindblom 1879— 10 juli 1881 och därefter av Göte Bjurman, som hade O. Brunn till redaktionsombud i Ronneby. 

## Ronneby Tidning som en del av Blekinge Läns tidning 1912-1937
| Period                 | Ansvarig utgivare    | Titel      | Period                 | Redaktör        |
| 1912-10-28--1914-07-27 | Alström, Olof        | redaktören | 1912-11-02--1914-07-20 | Alström, Olof   |
| 1914-07-28--1927-02-17 | Lindberg, Bengt Erik |            | 1914-07-22--1927-02-24 | Lindberg, Bengt |
| 1927-02-18--1937-06-29 | Jaensson, Johan      | direktören | 1927-02-26--1937-06-26 | Jönsson, Edvard |

Tidningen kom ut 4 dagar i veckan måndag, onsdag, torsdag och lördag 1912 till 1920, sedan tre dagar i veckan tisdag, torsdag och lördag till nedläggningen 1937.                      
Tidningens föregångare var Blekinge läns tidnings Ronnebyupplaga som blev självständig tidningsedition 1912 med egen titel -- Ronneby Tidning / Blekinge Läns Tidnings Ronnebyupplaga och från 1927 till 1937 bara Ronneby Tidning som titel. Redaktionsort  för tidningen var hela utgivningstiden Karlskrona. Tidningens politiska tendens var liberal, senare frisinnad och sista åren folkpartistisk. Utgivningsperiod var 2 november 1912 till 29 juni 1937 

### Tryckning, upplaga och pris
Förlaget för tidningens utgivning från november 1912 till juni 1937 var Aktiebolaget Blekinge läns tidning i Karlskrona.  Tidningen trycktes i stort dagstidningsformat, som dock minskade något 1913. Tidningen trycktes bara i svart. Sidantalet var 1912-1913 4 sidor, blev sedan 6-8 sidor till 1925 då enstaka nummer hade 10 sidor. Flest  sidor hade tidningen 1935 då vissa nummer nådde hela 16 sidor. 2 november 1912 till 29 juni 1918 tycktes tidningen av   K. L. Svenssons bokindustri aktiebolag i Karlskrona och från 1 juni 1918 till nedläggningen 1937 av Aktiebolaget Blekinge läns tidning i Karlskrona. Typsnitt i tidningen var antikva hela tiden 1912-1937. Upplagesiffror finns bara för 1933 då den var 1200 exemplar. Priset för tidningen var 1913-1917 3,50 kr. Efter första världskriget i inflationen steg det till 10 kr, för att sedan ligga på 6.50 kr 1923 till 1937.